# Ameryka-Echo
Ameryka-Echo – polonijny tygodnik wydawany w Toledo w latach 1902-1971.
W 1888 imigrant Antoni Alfred Paryski, po kilku latach pracy jako drukarz i redaktor w kilku pismach polonijnych i amerykańskich, rozpoczął wydawanie własnego pisma "Gwiazda" ukazującego się dwa razy w tygodniu. W następnym roku pismo zmieniło tytuł na "Ameryka".  W 1902 Paryski kupił wydawany w Buffalo przez Vincenta Wagonisa polski  dziennik "Echo" i rozpoczął wydawanie tygodnika "Ameryka-Echo".
Pismo zwiększało swój zasięg, wchodząc do grona najważniejszych pism polonijnych w USA. Przed I wojną światową wydawano około 50 tysięcy egzemplarzy, w latach 20 XX wieku nakład wynosił ponad 100 tysięcy, ale później zaczął się zmniejszać. Przed 1939 pismo było również kolportowane w Polsce.
Pismo było neutralne politycznie, miało antyklerykalny (lecz nie antyreligijny) charakter.
Po śmierci A. A. Paryskiego (1935) pismem i wydawnictwem Paryski Publishing Company kierowały dzieci Paryskiego, Tadeusz i Marie. W 1956 pismo zostało sprzedane spółce polonijnej. W latach 60 pisma polonijne przeżywały trudności i znikały z rynku. Ameryka-Echo zlikwidowano w 1971.